# Лаутценбрюккен
Лаутценбрюккен (нем. Lautzenbrücken) — община в Германии, в земле Рейнланд-Пфальц. 
Входит в состав района Вестервальд. Подчиняется управлению Бад Мариенберг (Вестервальд).  Население составляет 397 человек (на 31 декабря 2010 года). Занимает площадь 4,28 км².
Коммуна подразделяется на 2 сельских округа.